# Johan Böritz
Johan Böritz, död 17 november 1742 i Stockholm, var en svensk hovtrumpetare i Stockholm.

## Biografi
Johan Böritz var från 1721 till 1742 hovtrumpetare i Trumpetarkapellet i Stockholm. Han avled 1742.

### Familj
Böritz var gift med Maria Brun. De fick tillsammans barnen hovtrumpetaren Johan Daniel Böritz, Märta Maria Böritz som var gift med hovtrumpetaren Johan Ernst Jäger och hovtrumpetaren Christian Friedrich Böritz (1710–1780).